# Polygala sipapoana
Polygala sipapoana là một loài thực vật có hoa trong họ Polygalaceae. Loài này được Wurdack miêu tả khoa học đầu tiên năm 1953.